# 圣热龙 (康塔尔省)
圣热龙（法語：Saint-Gérons）是法国康塔尔省的一个市镇，属于歐里亞克區（Aurillac）拉罗屈埃布鲁县（Laroquebrou）。该市镇总面积16.68平方公里，2009年时的人口为217人。

## 人口
圣热龙人口变化图示
| 数据来源：INSEE |